# Рібадді II
Рібадді (Ріб-Хадад, Рібадду, Рібадда) II — цар  (енсі) міста-держави Бібл бл. 1375—1355 роках до н.е.

## Життєпис
Відомий за листами з амарнського архіву, які підправляв фараонам Аменхотепу III і Ехнатона, що були його зверхниками. Збереглося понад 60 його послань. Рібадді повідомляв переважно про політичну ситуацію в Фінікії і Північної Сирії, про міжусобицях в цьому регіоні дрібних князівств і міст-держав. Так, він благав фараона втрутитися в суперечку з Берітом, цар якого Япа-Адда захопив 2 біблські торгові судна. В іншому листі цар Біблу скаржився на напад єгипетського представника Піхурі, який вбив кількох найманців і взяв у полон трьох слуг царя.
За його панування до володінь Біблу вдерлася коаліція хапіру на чолі із Абдаширтою. Цим скористалися підвладні Біблу міста, що повстали проти влади Рібадді. Поступово під владою біблського царя Рібадді залишилися лише сам Бібл і сусіднє містечко Батруна. Проте й там за сприяння Абдаширти спалахнуло повстання і місцеві мешканці приєдналися до «хапіру». Водночас з моря Бібл взято в облогу містом-державою Арвадом, що перейшло на бік Абдаширти. Становище Рібадді було настільки складним, що в одному з листів він наважився загрожувати фараонові, що він, Рібадді, відмовиться від захисту інтересів Єгипту і вступить в союз з ворогом Єгипту — правителем Абдіашіртой, якщо фараон йому не допоможе. Ехнатон спрямував до Фінікії своє військо, що швидко відновило статус-кво, завдавши поразки хапіру.
Згодом Рібадді довелося боротися проти Азіру, син Абжаширти, який взяв в облогу Сіміру. Рібадді намагався допомогти оборонцям, проте його кораблі були зупинені союзниками Азіру — флотом Тіру, Арваду і Сідону. Після взяття Сіміри Азіру відвоював в Біблу усі його земель за межами міських мурів. Рібадді залишився не лише без джерел доходів, але й без війська, бо з найманцями не було чим розраховуватися і вони почали залишати царя. Останній рушив до Беріту, сподіваючись здобути підтримку. Тамтешній цар Аммуніра надав Рібадді війська.
У цей час в Біблі підняла голову знать, що входила до міської ради і вимагала замирення з Азіру. Цар з новим військом спробував придушити спротив силою, але це лише спровокувало повстання. Рібадді був позбавлений престолу, влада фактично перейшла до рук ради, а формально — до царського брата (і водночас одного з лідерів заколотників) Іліарабіха, що мав посаду суфета. Звернення Рібадді за підтримкою до Тіра завершилося заколотом і там. Тіряни вбили місцевого царя Абімількі, його дружину (ймовірно, була сестрою Рібадді) і дітей. Можливо, Рібадді заслали до Сідону, де невдовзі вбили.